# Hypopterygium thouinii
Hypopterygium thouinii är en bladmossart som först beskrevs av Schwaegrichen, och fick sitt nu gällande namn av Montagne 1845. Hypopterygium thouinii ingår i släktet Hypopterygium och familjen Hookeriaceae. Inga underarter finns listade i Catalogue of Life.